# فرانسیس هایلند (بازیگر)
فرانسیس هایلند (به انگلیسی:Frances Hyland) (زاده ۱۹۲۷-درگذشته ۲۰۰۴) یک بازیگر اهل کانادا بود. او بین سال‌های ۱۹۵۰ تا ۱۹۹۶ فعالیت می‌کرد.
او عمدتاً به دلیل بازی در نقش لوئیزا بنگز در سریال قصه‌های جزیره شناخته می‌شود.
هایلند بیشتر در تئاتر فعالیت می‌کرد. به طوری که به وی لقب (بانوی اول تئاتر کانادا) داده شد.
او در فیلم احضار بازی کرده‌است.